# Eufemo (figlio di Trezeno)
Eufemo (greco: Εὔφημος) è una figura della mitologia greca, figlio di Trezeno e nipote di Cea. Viene menzionato da Omero come capitano dei Ciconi, bellicoso popolo tracio, tra gli alleati dei Troiani durante la guerra di Troia.

## Il mito
Nel Catalogo Troiano, al libro II dell'Iliade, Eufemo figura a capo dei Ciconi, popolazione pressoché anonima e sfocata nel poema. Suo padre, Trezeno, nipote di un certo Cea, è ricordato come beniamino di Zeus e, presumibilmente, come predecessore del figlio sul trono di Ciconia. Pare che nella spedizione, Eufemo fosse accompagnato da Mente, nelle cui sembianze Apollo incoraggiò Ettore. Altri autori, rifacendosi ad Omero, confermano le notizie da lui fornite sul suo conto.
Nell'Iliade, Eufemo è uno dei pochi alleati di Priamo che non muore nei combattimenti narrati. La sua sorte non è chiara, anche perché pochissimi mitografi si sono interessati alla sua figura: secondo alcuni autori, egli cadde in combattimento vittima di Achille, ma dopo la morte di Ettore. 

### Traduzione delle fonti
- Omero, Iliade, seconda edizione, Torino, Einaudi, 1990, ISBN 978-88-06-17694-5. Traduzione di Rosa Calzecchi Onesti
- Vincenzo Monti, Iliade di Omero, nona edizione, Aroldo Mondadori, 2007, ISBN 978-88-04-53902-5. Traduzione di Manara Valgimigli e Carlo Muscetta
- Marina Cavalli, Apollodoro, Biblioteca. Testo originale a fronte, Milano, Oscar Mondadori, 2008, ISBN 978-88-04-55637-4. Traduzione di Marina Cavalli.